# Horton (Berkshire)
Horton – wieś i civil parish w Anglii, w Berkshire, w dystrykcie (unitary authority) Windsor and Maidenhead. W 2011 civil parish liczyła 1033 mieszkańców. Horton jest wspomniana w Domesday Book (1086) jako Hortune.